# Chiesa di San Pietro (Carpignano Sesia)
La chiesa di San Pietro, già presente all'interno del ricetto di Carpignano Sesia nell'XI secolo, costituisce un'importante testimonianza dell'architettura e della pittura romanica nel novarese

## Storia

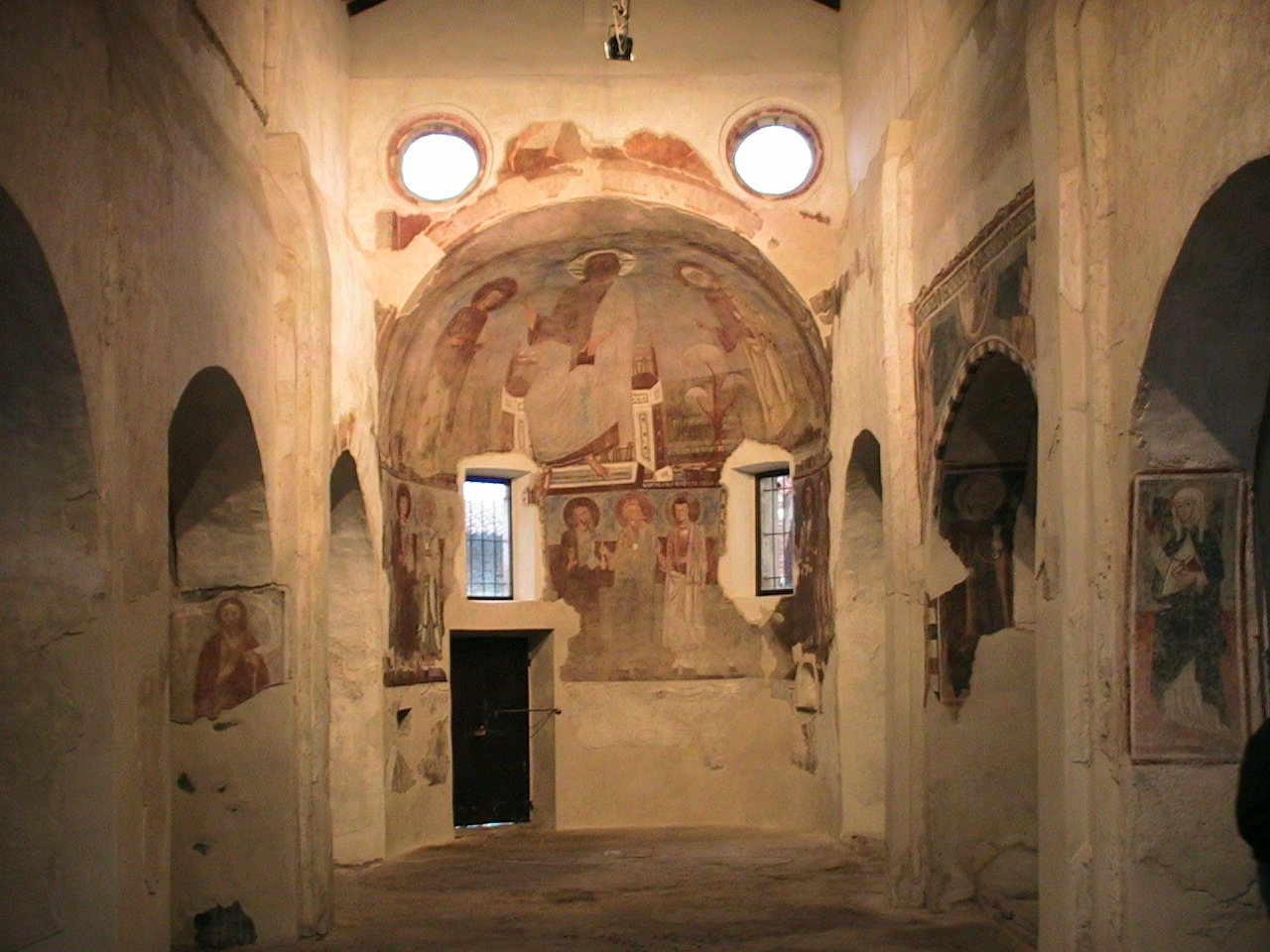
L'interno della chiesa

Nell'XI secolo periodo in cui Carpignano era sotto il dominio dei conti di Pombia e successivamente di Biandrate - la chiesa fu eretta nel "castrum" del borgo dove fungeva verosimilmente da cappella castrense.

Nel 1141 la chiesa fu ceduta dai conti di Biandrate ai monaci benedettini cluniacensi, divenendo così una dipendenza del Priorato di San Pietro di Castelletto nel Vercellese; lo testimonia il primo documento che fa menzione della chiesa: si tratta di un documento del 1184, anno in cui Papa Lucio II riconobbe San Pietro e altre chiese locali come pertinenze del priorato dei monaci cluniacensi di Castelletto Cervo. In tali aree venne fondato il monastero di San Pietro.
A partire dal XV secolo si assistette ad una progressiva decadenza, fino all'abbandono e alla sconsacrazione della chiesa quando nel 1855 le leggi del Regno di Sardegna decretarono la requisizione di quasi tutti i beni immobili di proprietà degli ordini religiosi.
La chiesa venne allora venduta a privati e utilizzata come cantina e ricovero di mezzi agricoli. Ora l'edificio è di proprietà del comune che ne ha promosso le opere di restauro e di recupero degli affreschi.

## Struttura della chiesa
La chiesa è oggi inserita in edifici civili che ne hanno sacrificato la facciata. Dell'antica costruzione, in stile romanico, si sono conservate le mura dell'abside e dalle absidiole laterali, decorate con lesene ed archetti pensili in cotto. Le strutture murarie utilizzano laterizi e ciottoli del fiume.
L'interno presenta tre navate. Quella centrale è scandita da pilastri cruciformi addossati alle pareti e si interrompono a due terzi di altezza, dove l'edificio venne sopraelevato nel XIII secolo. Le due navate laterali, di piccole dimensioni, sono coperte da volte realizzate nel seicento, ad eccezione della navatella sud (presso l'absidiola) che conserva una rudimentale volta a crociera dell'XI secolo, raro esempio rimasto nel nord Italia.

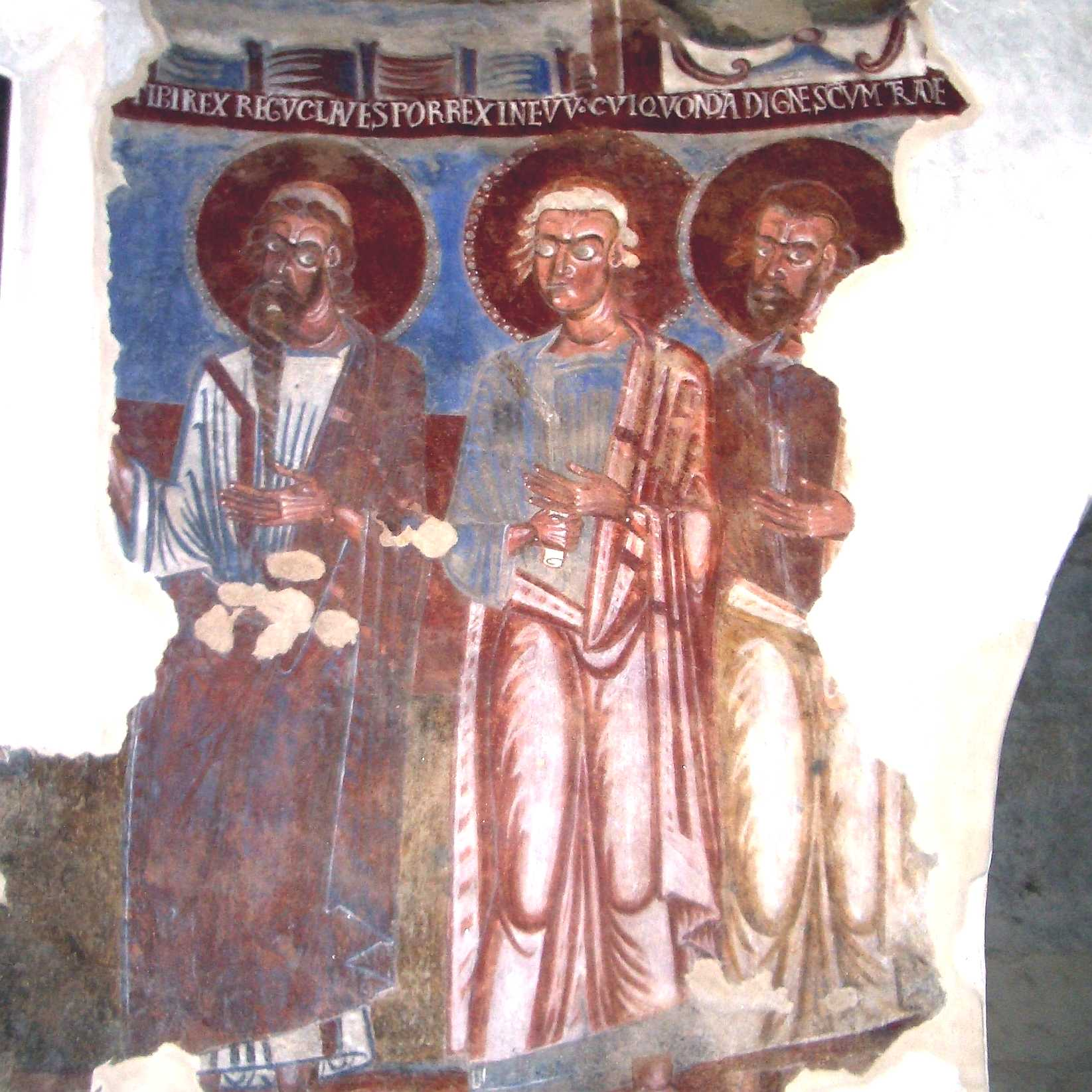
Apostoli, affreschi romanici

## Gli affreschi
La chiesa custodisce importanti affreschi romanici del XII secolo riportati alla luce in tempi recenti. Il catino dell'abside è interamente occupato dalla figura del Cristo Pantocratore, affiancato dalla Madonna o la personificazione della Chiesa e da San Giovanni Battista (la cosiddetta Deesis). Nel registro inferiore è raffigurata la consueta teoria degli Apostoli (che oggi appare mutilata dall'apertura di due finestrelle nel muro dell'abside)
Altri affreschi di gusto tardogotico recuperati all'interno della chiesa risalgono al XV secolo; si tratta di una Annunciazione dipinta al di sopra di uno degli archi della navata centrale, e di alcune figure di santi che decorano i pilastri. L'ignoto autore della  Santa Caterina da Siena mostra un'apprezzabile maestria nella raffigurazione naturalistica del viso della santa e del copricapo che lo cinge.

## Galleria d'immagini

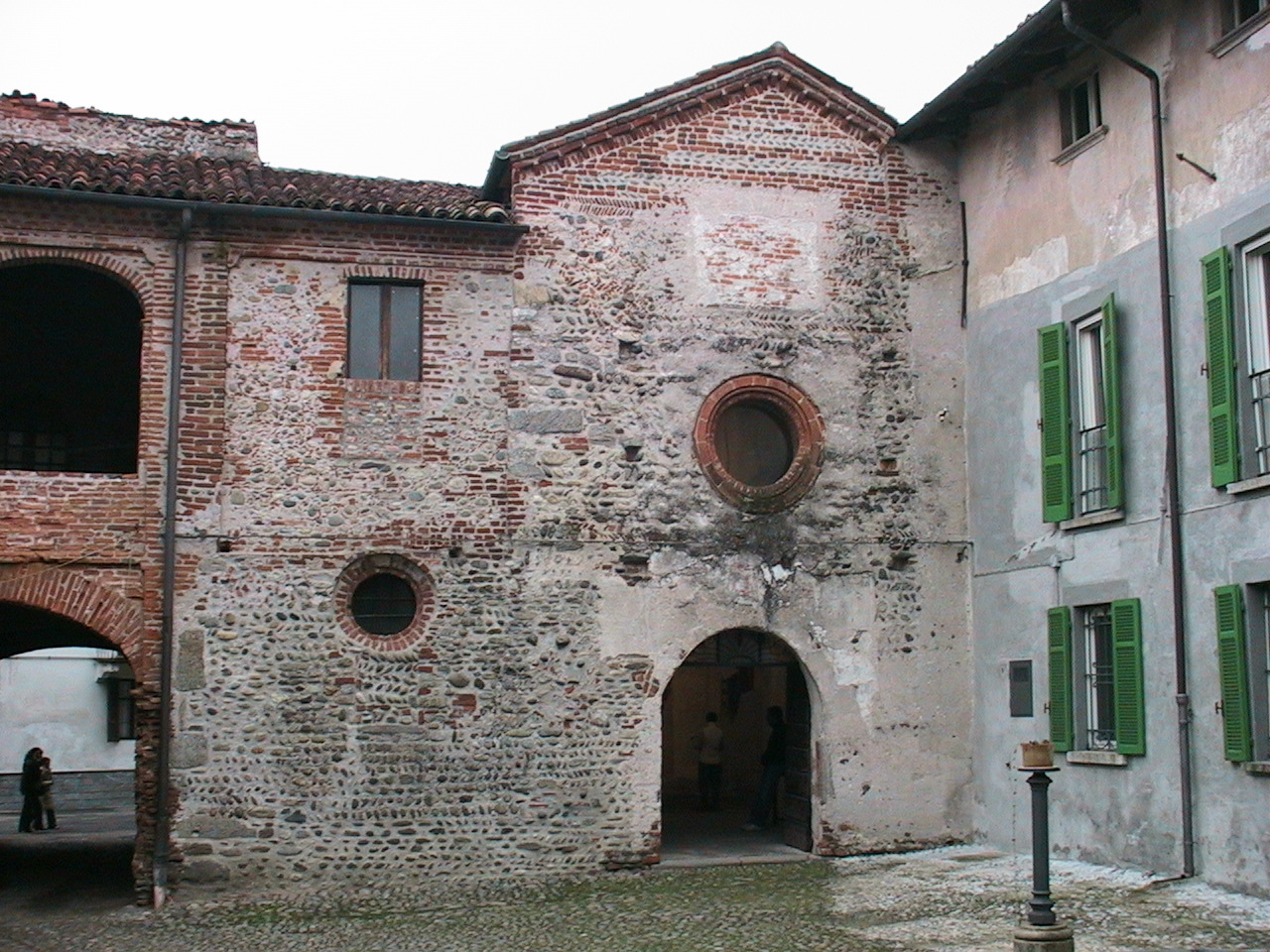
L'aspetto odierno della facciata
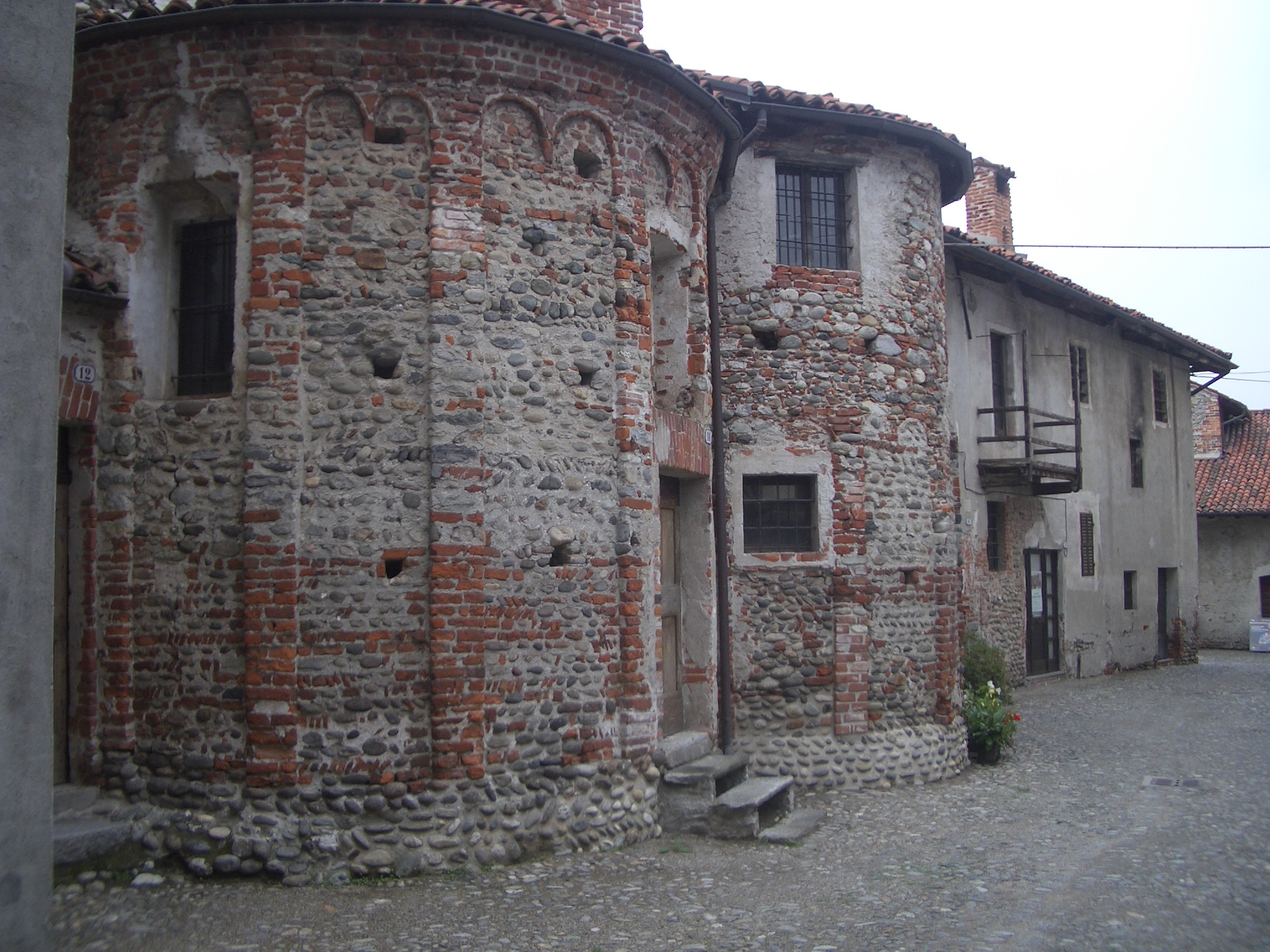
Le absidi
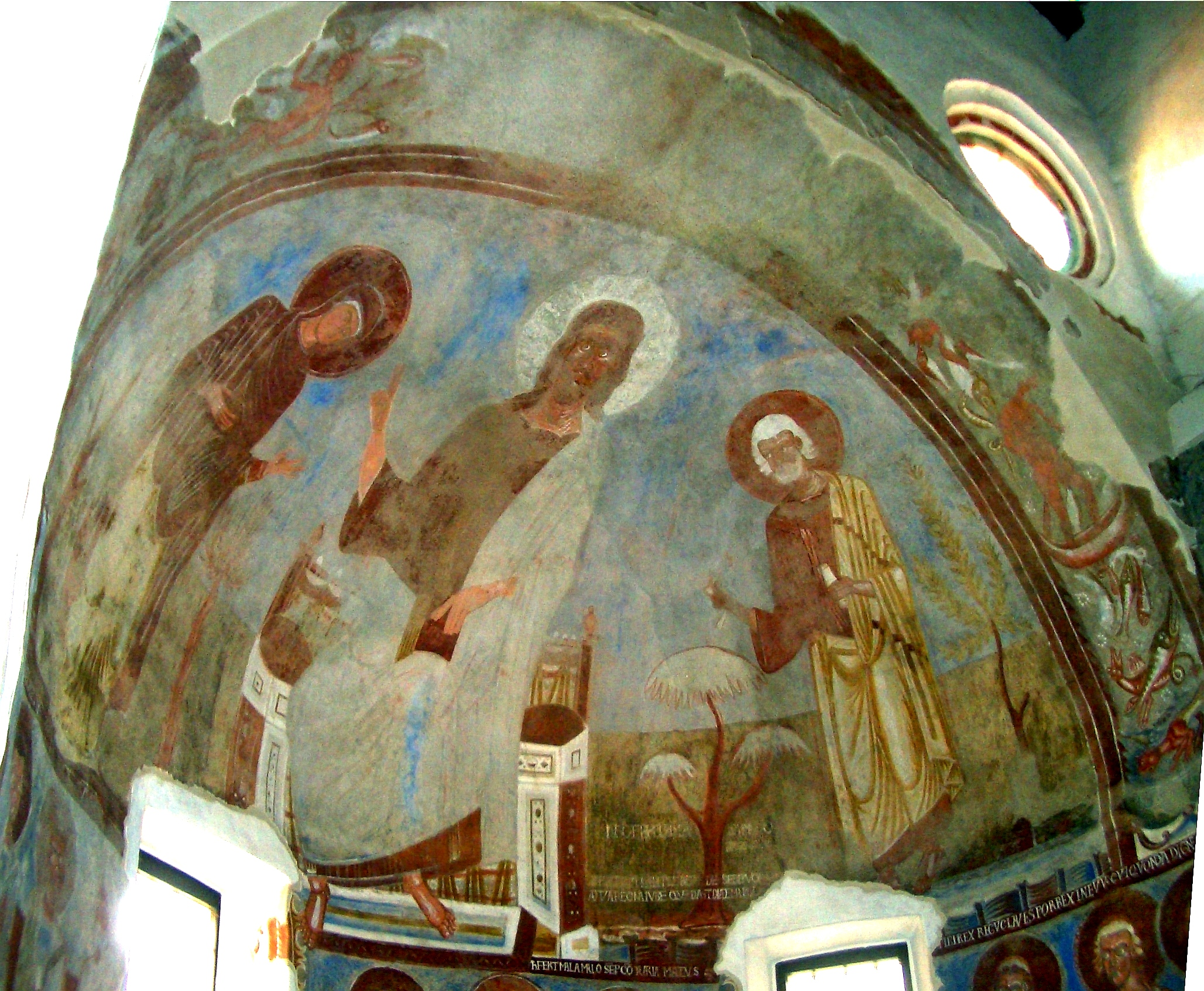
Deesis, affresco dell'abide, XII secolo
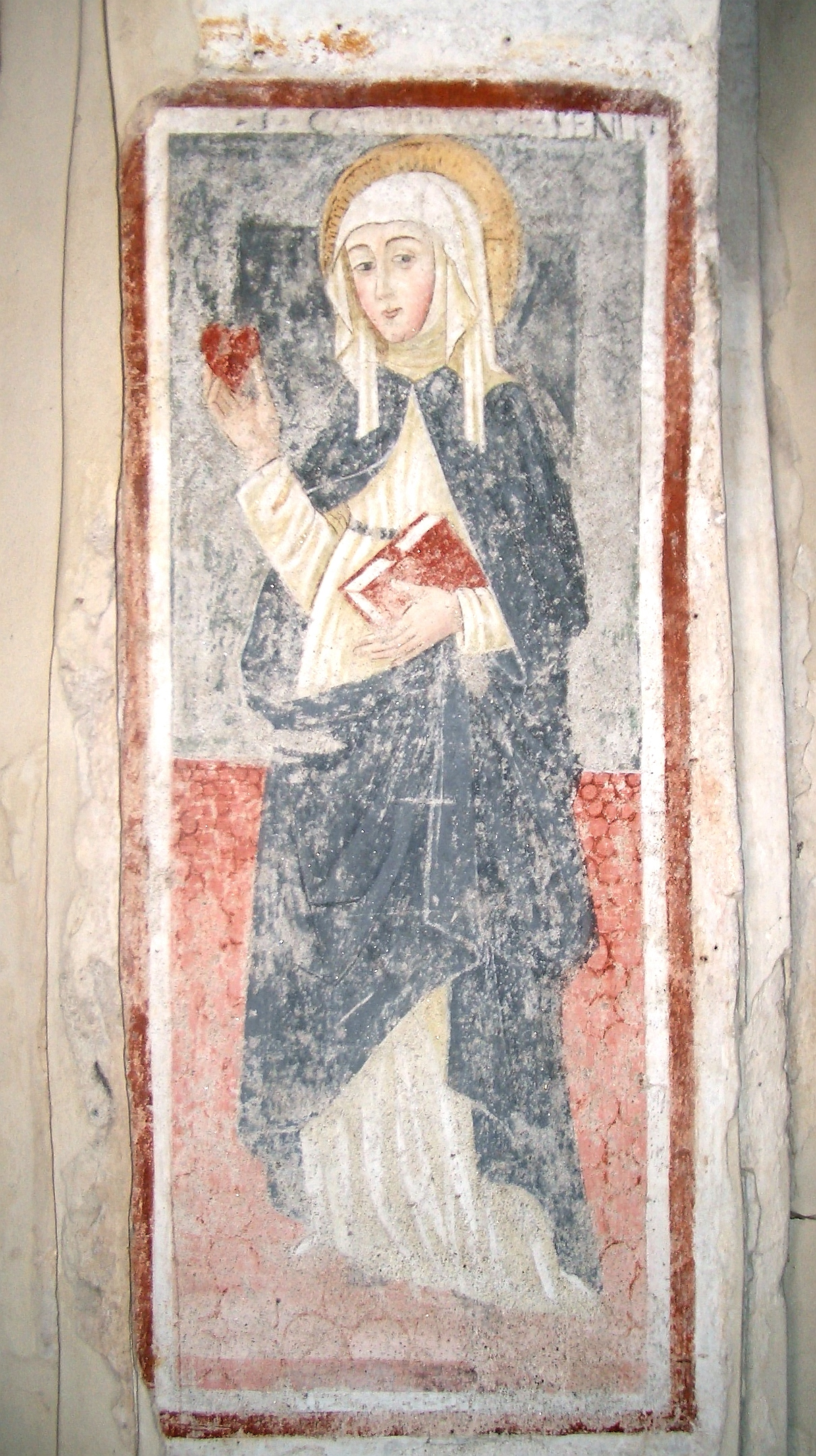
Pittore del XV secolo, Santa Caterina da Siena